# Gods of Boom
Guns of Boom (ранее известная как Gods of Boom)— мобильная игра в жанре шутер от первого лица, разработанная компанией Game Insight. Мировой релиз состоялся 18 мая 2017 года.

## Игровой процесс
Игра является многопользовательским кооперативным шутером с использованием различного оружия и предметов экипировки, каждый из которых имеет свои характеристики и особенности. Максимальный уровень, который можно получить, участвуя в боях против других игроков — 50-й. Матчи проходят на случайно выбранной карте в режиме ранговых игр, за которые происходит начисление трофеев в зависимости от выигрыша или поражения, а также от общего счета игрока за бой. Ранг игрока определяется количеством заработанных им трофеев.

## Режимы игры
Классический
- Death Match («Режим уничтожения»);
- Capture point («Режим захвата точек»).

Бой длится 5 минут, в течение которых выигрывает команда, первой набравшая необходимое количество очков (500 для Death Match и 1000 для Capture Point) или имеющая на момент окончания боя больше очков, чем команда соперников.

## Дополненная реальность (AR)
14 августа 2017 разработчики мобильного соревновательного шутера Guns of Boom показали режим наблюдателя, который позволит при помощи дополненной реальности следить за матчами в выбранном масштабе на любой ровной поверхности. Игра в скором времени получит обновление, в котором будет использоваться эта технология.
В опубликованном ролике можно увидеть целиком всю игровую карту, на которой отображаются все действия пользователей, а также их местоположение. В любой момент зритель может изменить угол обзора или высоту и следить за любым местом локации. Также есть возможность включить запись сражения.
Разработчики игры уверены, что в будущем все зрители киберспортивных дисциплин получат подобную возможность.

## Отзывы
Простота управления была встречена положительно многими игроками и интернет-изданиями. Так, в статье от 4pda говорится, что: «В Guns of Boom с этим [управлением] нет никаких проблем. Камера передвигается плавно, без рывков и торможений. Имеется помощь в прицеливании и автострельба. Стоит только навести перекрестие прицела на врага — герой начнёт стрелять самостоятельно. Да, может, это слегка казуально, однако, чего скрывать, очень и очень удобно в мобильной игре.». Также довольно позитивно были отмечены графическая составляющая и динамический геймплей в игре, привносящий дух компьютерных шутеров. Портал Disgustingmen поставил оценку 9 из 10, сказав что «на текущий момент Guns of Boom самый обаятельный и удобный шутер на смартфонах».
18 Июля 2017 было объявлено, что игра преодолела планку в 10 млн загрузок, спустя 2 месяца с момента мирового релиза.